# Riserva militare

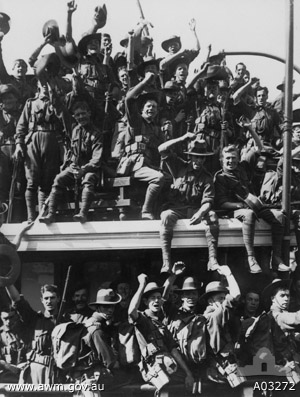
Agosto 1914. L'imbarco della Australian Naval and Military Expeditionary Force diretta in Nuova Guinea. Era un contingente di volontari — in parte tratto da riservisti della marina di vari stati, in parte dalla milizia — inviato a combattere nelle vicine colonie tedesche.

La riserva militare è un'organizzazione composta di cittadini di uno Stato che prestano servizio in determinati casi all'interno delle forze armate, conciliando un ruolo o carriera militare con un'occupazione lavorativa civile.

## Storia

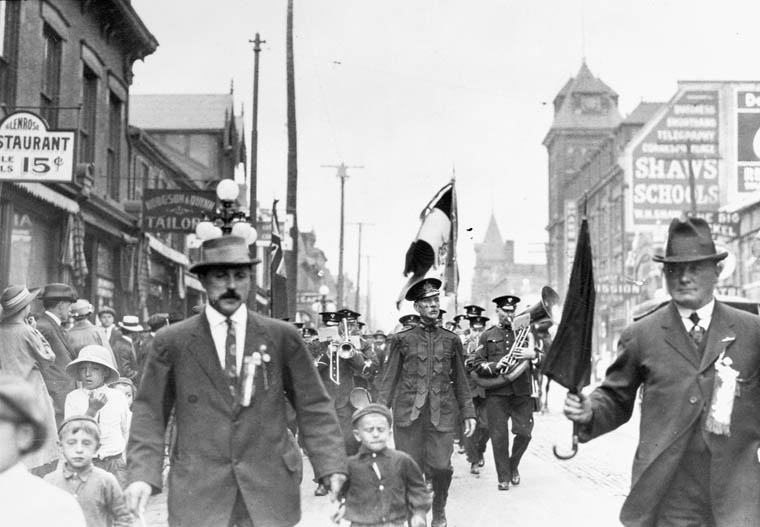
Riservisti italiani residenti a Toronto si presentano per combattere contro gli Imperi centrali al tempo della Grande Guerra.

Storicamente, i riservisti giocarono un ruolo importante a partire dalla sconfitta prussiana alla battaglia di Jena. L'8 luglio 1807 con la pace di Tilsit, Napoleone costrinse la Prussia a ridurre drasticamente la propria forza militare, oltre a cedere importanti territori. Da quel momento, la Prussia non avrebbe potuto mettere in campo più di 42 000 uomini, almeno senza violare i patti di suddetta pace. 
Il Krumpersystem, introdotto nell'esercito prussiano dal riformatore Gerhard von Scharnhorst, stabiliva di impartire alle reclute un breve periodo di addestramento, che in caso di guerra si sarebbe considerevolmente esteso. Con questo espediente, l'accennata riduzione della dimensione organica imposta ai prussiani non sortì l'effetto desiderato e nelle guerre successive la Prussia fu, in ogni caso, in grado di mettere in campo una moltitudine di soldati preparati al loro compito. Il metodo fu mantenuto dall'esercito imperiale tedesco, quanto meno fino alla prima guerra mondiale. Al tempo del Secondo Reich, terminato il servizio di leva, ai riservisti erano già consegnati i cosiddetti "piani di guerra", contenenti precise istruzioni sulla condotta dei riservisti in caso di guerra.
Nel Regno d'Italia queste funzioni furono svolte dal 1861 dalla Guardia nazionale italiana e dal 1876 dalla milizia mobile e territoriale.

## Caratteristiche

### Descrizione
Un'organizzazione di riservisti non va confusa con una formazione di riserva, cui pure ci si riferisce con l'ambigua denominazione di riserva militare o anche più semplicemente come riserva. Quest'ultima è un insieme di personale militare (o un complesso di unità organiche) non impegnato sin dal principio in battaglia dal relativo comandante, in modo tale da essere impiegabile per fronteggiare sopravvenute situazioni imprevedibili, puntellare difese o sfruttare opportunità che si presentino inopinatamente.

### Modalità di reclutamento

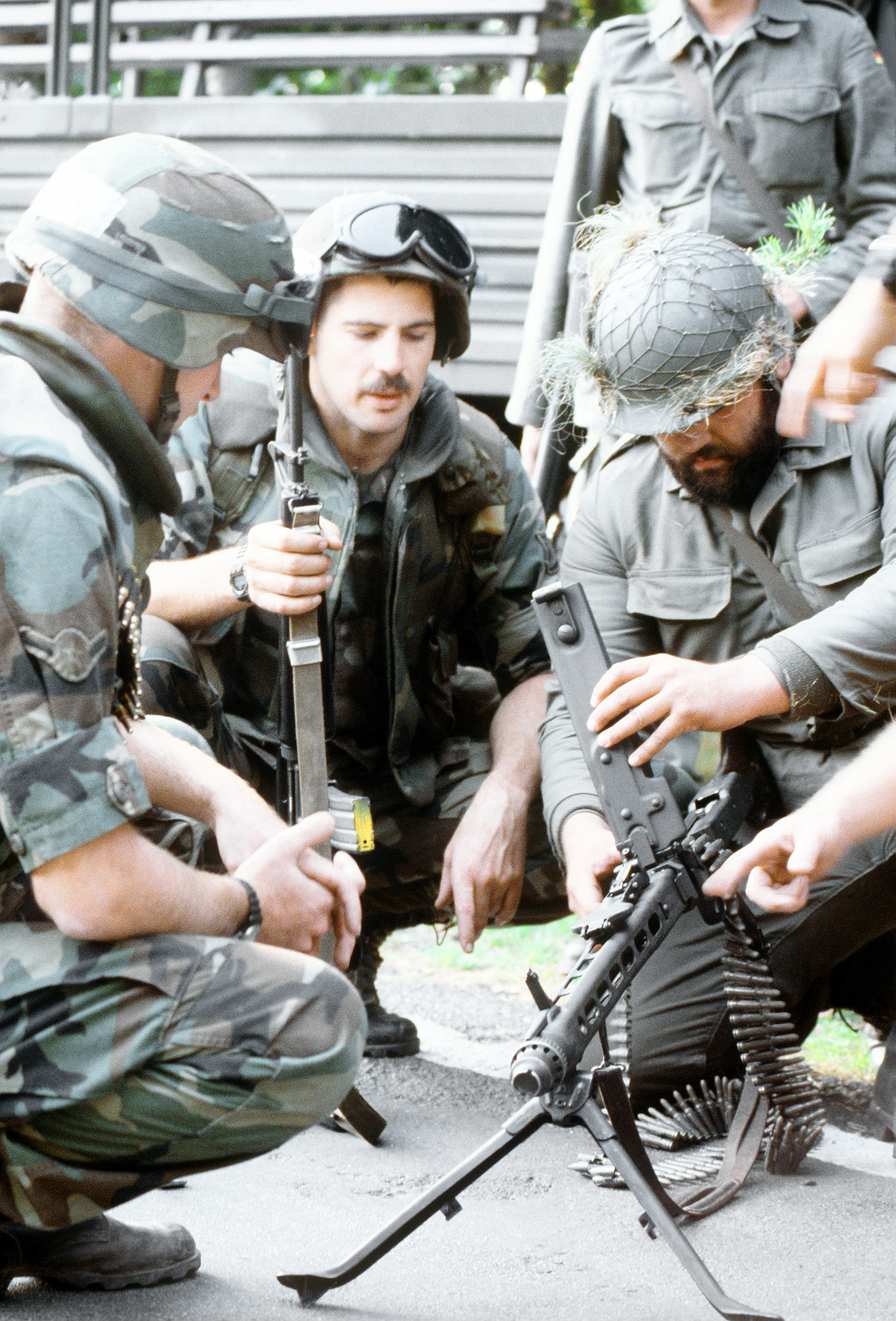
Un riservista tedesco, durante l'esercitazione Creek Warrior '88, illustra le caratteristiche della mitragliatrice leggera MG 7,62 NATO a commilitoni USA del 2750th Security Police Squadron.

I meccanismi di reclutamento variano negli Stati del mondo, generalmente dove vige il servizio militare obbligatorio la compongono i cittadini con età più vicine a quella per il servizio, tra quelle che hanno già svolto il servizio militare.
I riservisti possono tuttavia essere normali cittadini che si sottopongono ad addestramento di base e/o specialistico pur mantenendo ad ogni effetto il loro (esclusivo) status di civili. Possono inoltre essere effettivamente impiegati indipendentemente oppure in conseguenza di carenze organiche nelle forze regolari di riferimento.

### Lo stato giuridico
Gli appartenenti non sono normalmente mantenuti materialmente dalle forze armate, ma il loro ruolo è essere disposti a combattere qualora la loro madrepatria dovesse mobilitarsi per una guerra totale, oppure per difendersi da un'invasione. I riservisti non sono generalmente considerati quali parte integrante di un esercito permanente. L'esistenza di un corpo (sempre in senso ampio) di riservisti permette allo stato di risparmiare sulle spese militari in tempo di pace, pur conservando una ragionevole capacità di approntamento nel caso di guerra. Il fenomeno trova analogia nel modello storico di reclutamento che precedette l'era degli eserciti permanenti.

## Casistica di impiego

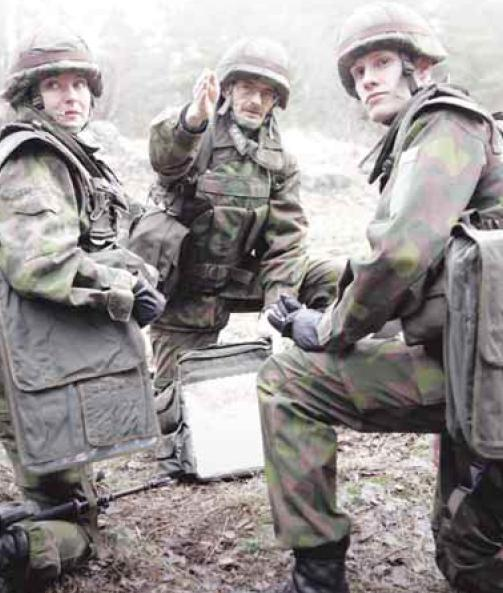
Riservisti finlandesi impegnati in un'esercitazione, verso il 2005. Il soldato sulla sinistra (per chi guarda) è una donna.

I riservisti sono usati in diversi modi. In tempo di guerra, possono fornire rincalzi alle unità impegnate nei combattimenti: sostituendo i caduti o comunque gli elementi non più in grado di partecipare all'azione bellica, i riservisti svolgono il vitale compito di mantenere realmente operativi tali reparti.
Possono essere utilizzati per costituire nuove formazioni, incrementando così l'assetto organico generale del proprio schieramento. Inoltre, possono essere adibiti a servizi di guarnigione, di contraerea, di quella che nella dottrina militare italiana si suol chiamare "difesa interna del territorio", di vigilanza di obiettivi sensibili, quali depositi, campi di prigionieri di guerra, punti nodali di sistemi di comunicazione, basi navali e aeree, rendendo così disponibili per il fronte risorse umane più adatte. Tutte queste modalità d'impiego possono essere combinate in varia misura.
In tempo di pace, i riservisti possono essere chiamati a funzioni di sicurezza interna, al soccorso per pubbliche calamità, anche qui alleggerendo la richiesta che diversamente graverebbe sulle forze regolari. Vi sono poi molti paesi in cui l'impiego di militari al di fuori della guerra incontra svariate restrizioni legali, che tuttavia non riguardano l'attività dei riservisti.

## Aspetti dibattuti

### Vantaggi
Uno dei vantaggi principali dell'avere riservisti è che essi sono in grado di aumentare la forza effettiva considerevolmente ed in un tempo breve, a differenza di quanto avverrebbe se si volessero formare da zero nuove reclute, dal momento che — come più volte si è detto — i riservisti sono già addestrati. Non di rado i riservisti sono veterani muniti di concreta esperienza di combattimento, sicché il loro lavoro può comportare non solo un incremento quantitativo, ma anche della qualità complessiva delle forze. Disporre di un nutrito nucleo di riservisti permette al governo di evitare i costi politico-finanziari di ulteriori arruolamenti e/o della coscrizione.
Di solito i riservisti sono più convenienti delle truppe regolari, poiché sono richiamati proprio quando ce n'è vera necessità. D'altro canto, i preparativi richiesti per un tal richiamo (che sono percepiti con evidenza dal potenziale "nemico di una guerra eventuale") sono senz'altro un buon sistema per manifestare all'opinione pubblica internazionale la propria determinazione ad un virtuale uso della forza.

### Svantaggi

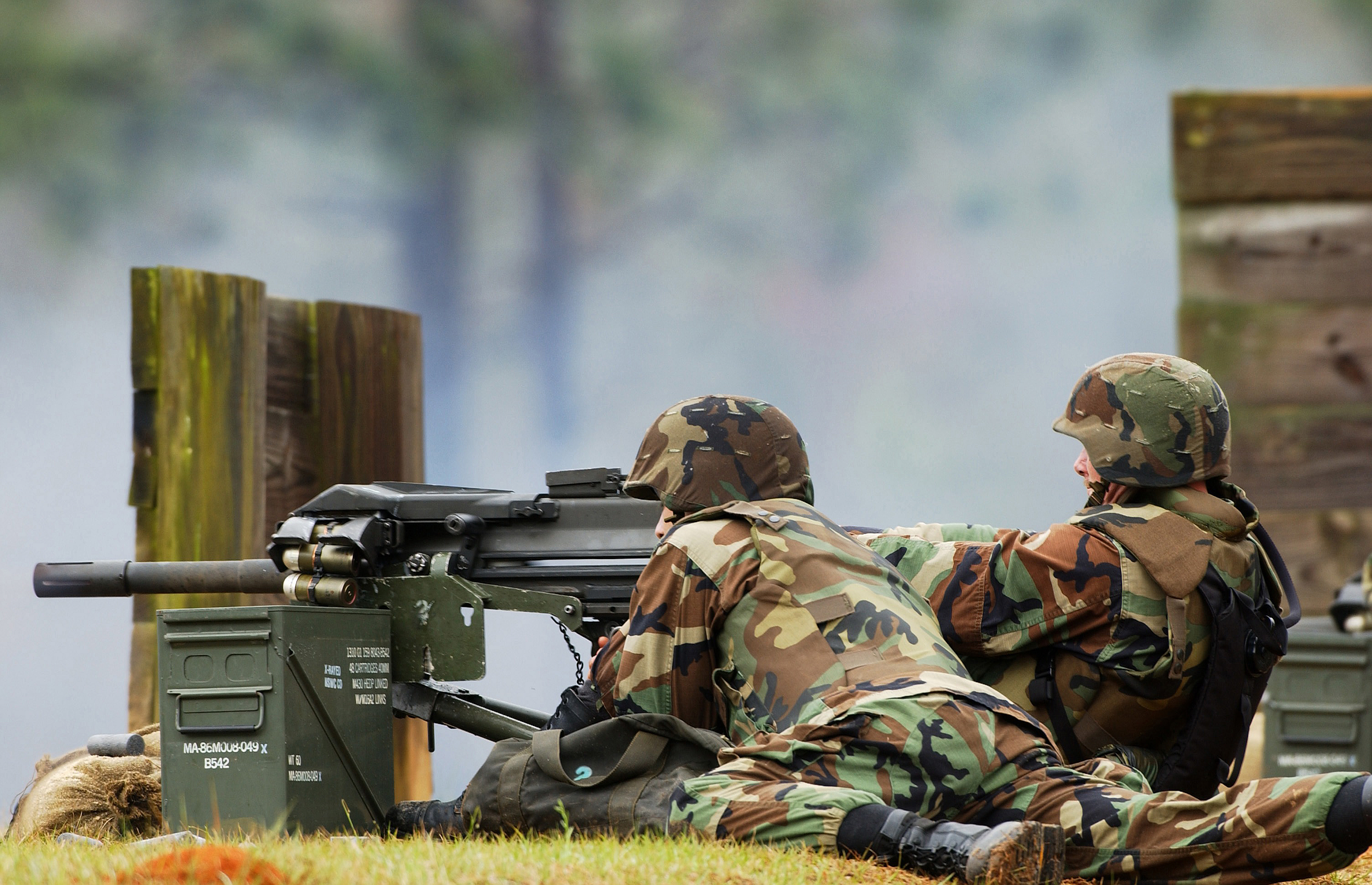
Camp Shelby, Miss. (Mar. 17, 2003), esercitazione "MIL-EX 2003". Riservisti della US Navy sparano con un lanciagranate MK-19.

Di solito i riservisti sono muniti di equipaggiamento da "seconda schiera", che non è più adottato dalle forze regolari, o che costituisce una versione più vecchia di quello attualmente prescritto per il servizio.
I riservisti avranno poca esperienza con i sistemi d'arma più recenti. Quella frangia di riservisti costituita da personale in congedo talora è ritenuta essere meno motivata dei "regolari". D'altro canto, gli "altri" riservisti (civili che scelgono di far convivere la loro "sistemazione borghese" con sporadiche "collaborazioni in divisa") — quali i più volte menzionati volontari del Territorial Army (UK) — sono condizionati da un'inevitabile limitazione del tempo che potranno "consacrare alla patria", fornendo perciò una prestazione in qualche modo inferiore rispetto alla disponibilità (formalmente infinita) di tempo che può essere richiesta ai loro commilitoni in servizio permanente effettivo. Organizzare esercitazioni che coinvolgano riservisti è costoso, deve mettere a bilancio delle indennità per il lucro cessante, ed è difficile richiamare e smobilitare più volte i riservisti, ragion per cui una nazione che li ha richiamati in servizio sarà restia a rimetterli in libertà sino a conclusione del conflitto. Tale rilievo è vieppiù fondato nel caso degli ex-militari, mentre può non esserlo per i volontari "a chiamata", stile Territorial Army.
Nelle fasi prodromiche della prima guerra mondiale, la riluttanza dei vari antagonisti a smobilitare i riservisti richiamati (temevano infatti di non riuscire a farli rientrare tempestivamente disponibili alle operazioni, ove necessario) è stata additata fra le cause della rapida degenerazione della situazione, dalla diplomazia ai cannoni.

## Nel mondo
In alcuni paesi, quali Stati Uniti, Spagna e Regno Unito, i riservisti sono civili che mantengono un certo grado di attitudine militare mediante l'addestramento, che tipicamente li impegna un fine settimana al mese. Questa attività può essere a titolo individuale oppure come componenti di specifiche unità militari stabili di riservisti, di cui è esempio il Territorial Army britannico. In alcuni casi, una milizia potrebbe costituire parte di un'organizzazione riservistica, come nel caso della guardia nazionale USA (National Guard of the United States). Una home guard è un particolare tipo di riservista attivabile solo in caso di invasione.
In altri paesi, quali Repubblica Popolare Cinese, Repubblica di Corea e Israele, il servizio da riservista è obbligatorio per alcuni anni dopo che si è terminato il servizio militare (altrettanto obbligatorio) propriamente detto.

### Australia
- Royal Australian Naval Reserve (RANR)
- Australian Army Reserve[8]
- Royal Australian Air Force (RAAF) Reserve

### Brasile
- Brazilian Military Police

### Canada
- Canadian Forces Primary Reserve

### Cina
- Chinese Paramilitary Forces

### Filippine
- Army Reserve Command, PA
- Air Reserve Command, PAF
- Naval Reserve Command, PN
  - 4th Marine Division (Reserve), PNR

### Francia
- La reserve Marine
- La reserve Air
- La reserve Gendarmerie
- La reserve Armement

### India
- Central Reserve Police Force
- Indian Territorial Army
- National Cadet Corps (India)

### Irlanda
- Reserve Defence Forces

### Israele
- Israel Defense Forces Reserve Service

### Italia
La categoria della riserva (da non confondere con la riserva selezionata) è costituita dal personale militare che, avendo cessato dal servizio permanente o dall’ausiliaria, ha obblighi di servizio soltanto in tempo di guerra o di grave crisi internazionale. Il personale militare permane nella riserva sino al raggiungimento di limiti di età dettati dalla legge, dopo i quali transita nella categoria del congedo assoluto. In particolare, i limiti di età sono i seguenti: settantatré se ufficiale generale o ammiraglio di qualsiasi grado, settanta se ufficiale superiore o inferiore già in servizio permanente, sessantacinque per i sottufficiali e gli appartenenti ai ruoli iniziali di ciascuna Forza armata o Corpo armato provenienti dal servizio permanente.
È costituita per lo più da tutti i militari in congedo illimitato, nonché, dal 2005, le forze di completamento volontarie di nuova istituzione.
Inoltre, ogni arma delle forze armate italiane ha una propria componente, denominata "riserva selezionata", composta essenzialmente da ufficiali, in congedo o provenienti dalla vita civile, laureati e dotati di particolari professionalità.
Sono altresì considerate forze di riserva gli ufficiali, sottufficiali e truppa del Corpo militare della Croce Rossa Italiana.

### Nuova Zelanda
- New Zealand Territorial Force
- Royal New Zealand Naval Volunteer Reserve

### Paesi Bassi
- Royal Netherlands Army reserve

### Regno Unito
- Territorial Army
- Royal Auxiliary Air Force
- Royal Naval Reserve
- Royal Marines Reserve

### Repubblica di Corea
- ROK Homeland Reserve Forces

### Repubblica Socialista Federale di Jugoslavia
- Territorial Defense Forces (TO)

### Spagna
La legge sulla Difesa 39/2007 rinforza specificamente il ruolo dei riservista volontario, che — acquisito il parere del Ministro della Difesa — può essere autorizzato al servizio all'estero. Il riservista volontario è una risorsa che la società spagnola mette a disposizione della difesa nazionale, la cui partecipazione attiva nelle missioni internazionali di peacekeeping contribuisce a migliorare il livello di consapevolezza sociale verso le forze armate.
Il contributo materiale dei riservisti volontari alle operazioni a cui partecipa la Spagna è basato su un paradigma simile a quello che prevale negli altri paesi europei: quello di trarre vantaggio dalla qualificazione professionale dei volontari e anche della loro capacità di comunicare e di integrarsi nelle unità militari nel corso della collaborazione attiva nelle varie operazioni. Ciò nonostante, il grosso della riserva spagnola è costituito da elementi in congedo, o per raggiunti limiti d'età o per aver rassegnato le dimissioni.

### Sri Lanka
- Sri Lanka Army Volunteer Force
  - Sri Lanka National Guard
- Sri Lanka Volunteer Naval Force
- Sri Lanka Volunteer Air Force

### Stati Uniti d'America

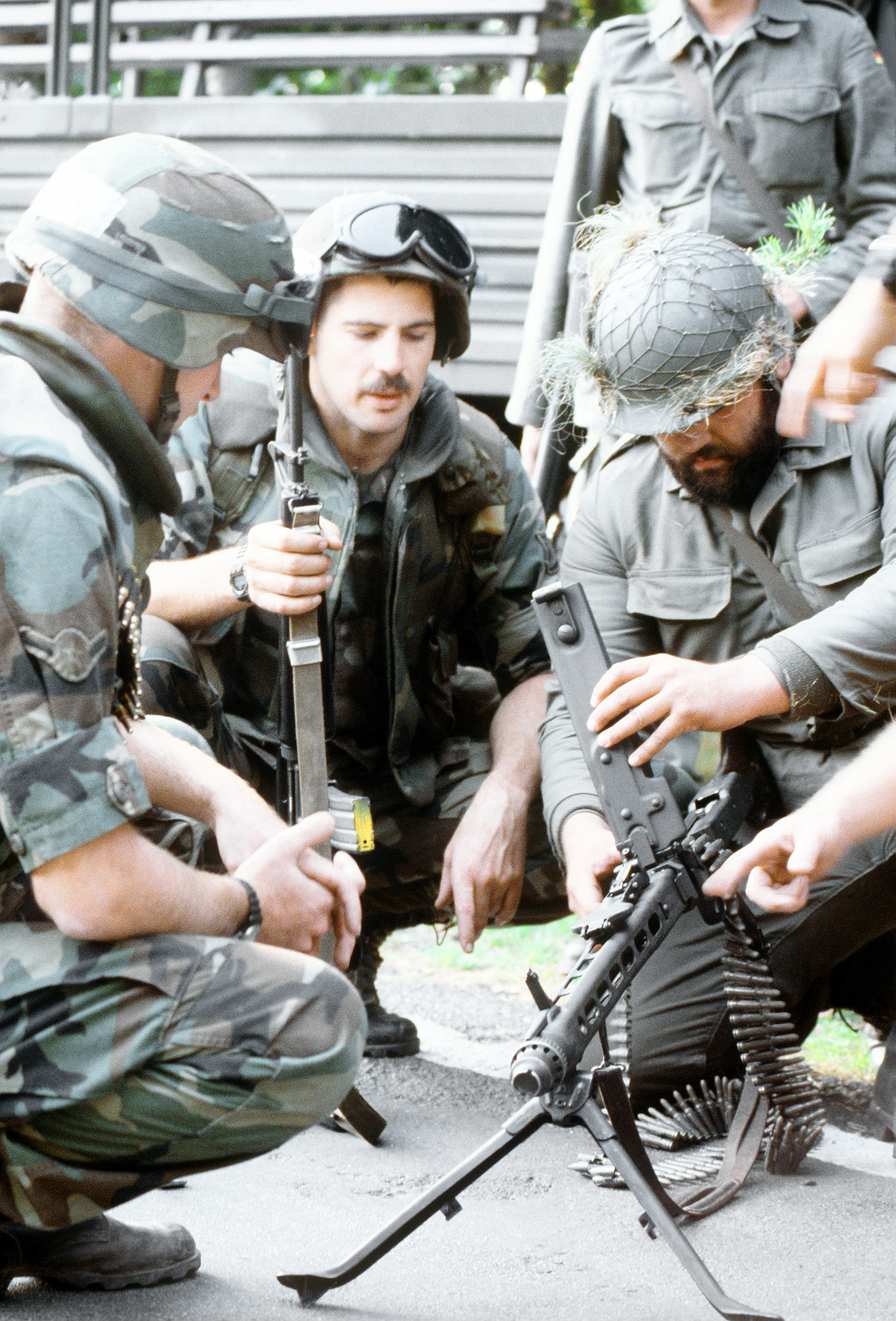
Un riservista tedesco, durante l'esercitazione Creek Warrior '88, illustra le caratteristiche della mitragliatrice leggera MG 7,62 NATO a commilitoni USA del 2750th Security Police Squadron.

Negli USA, i riservisti sono spesso gli ex militari, previa dichiarazione di disponibilità a entrare successivamente al compimento di una ferma minima prevista. I corpi principali sono:
- United States Army Reserve
- Air Force Reserve Command
- Marine Forces Reserve
- United States Navy Reserve
- United States Coast Guard Reserve
- National Guard of the United States
- Army National Guard of the United States
- Air National Guard of the United States

### Svizzera
- Swiss Reserve

### Thailandia
- Army Reserve Force Students

### Ucraina
- Forze di difesa territoriale

### Unione Sovietica
L'URSS fece vastissimo uso di riservisti (in entrambe le note accezioni) durante la Seconda guerra mondiale, disponendo di separate e distinte formazioni della riserva, che comprendevano non solo aliquote di coscritti "rivedibili" (di ridotta attitudine militare), ma pure di richiamati in senso tradizionale: si parlava di "eserciti di riserva", e anche di un "fronte di riserva", costituenti la riserva del Comando Supremo.